# Ögonvittnet (TV-serie)
Ögonvittnet (engelska: Code of Silence) är en brittisk kriminaldramaserie vars första säsong hade premiär på ITV den 18 maj 2025. Första säsongen som består av sex avsnitt är skapad av Catherine Moulton.

## Handling
Serien handlar om den döva kvinnan Alison Brooks. Hon arbetar i polisens personalmatsal, och dras oväntat in i övervakningsoperationen av ett kriminellt gäng. Uppdraget kompliceras när hon kommer närmare en av nyckelpersonerna i gänget.

## Rollista (i urval)
- Rose Ayling-Ellis - Alison Woods
- Kieron Moore - Liam Barlow, "Hoodie"
- Charlotte Ritchie - Ashleigh Francis
- Andrew Buchan - James Marsh
- Joe Absolom  - Braden Moore, "Hulk"
- Beth Goddard - Helen Redman, "Cruella"
- Andrew Scarborough - Joseph Holhurst, "Wolf"
- John Bishop - Ray Woods, Alisons far